# Generala Tjoeleneva (metrostation)
Generala Tjoeleneva (Russisch: Генерала Тюленева) is een station aan de Troitskaja-lijn van de Moskouse metro.

## Geschiedenis
In 2012 werden twee okroegen ten zuiden van de MKAD door Moskou geannexeerd. Om deze een aansluiting op de metro te bieden werd besloten om met een nieuwe lijn, de Kommoenarka-radius, de vervoerscapaciteit te vergroten. Zodoende kunnen de extra reizigers uit de nieuwe woonwijken worden vervoerd zonder de bestaande lijnen extra te belasten. Deze reizigers zouden dan ten zuiden van de Grote Ringlijn over de nieuwe lijn reizen en zich bij het noordelijke eindpunt Oelitsa Novatorov via de Grote Ringlijn verdelen. In 2013 was er nog sprake van zes stations waarvan er drie buiten de MKAD zouden komen. Het zuidelijkste binnen de MKAD zou in het district Tjoply Stan komen in de okroeg zuidwest. Het station werd tijdens de ontwerp en bouwfase met verschillende namen, Tjoelenevskaja, Oelitsa Generala Tjoeleneva, Ersjovskaja en Sambo-70, aangeduid. De uiteindelijke naam werd op 10 augustus 2022 vastgelegd en de opening van het station werd gepland voor 7 september 2024.

## Ligging en inrichting
Het station ligt vrijwel oost-west bij het kruispunt van de Tjoply Stanstraat en de Generaal Tjoelenevstraat. Ten oosten van het station buigen de tunnelbuizen onder het recreatiegebied af in noordelijke richting, aan de westkant kruisen de tunnelbuizen de MKAD en buigt de lijn naar het zuidoosten om parallel aan de MKAD de fabriekswinkels bij Slavjanski Mir te bereiken. Het station zelf is uitgevoerd als een moderne versie van de duizendpoot, het standaard ondergrondse station uit de tijd van Nikita Chroesjtsjov. 

## Chronologie
- 17 april 2018: gunning van de uitvoering van de bouw en installatiewerk van het  traject  Oelitsa Novatorov – Kommoenarka aan JSC  Mosinzjproject.
- 15 november 2019: Begin van de bouw van het station.
- 5 december 2019: Neerlaten van de tunnelboormachine voor de tunnel naar Slavjanski Mir .
- 27 april 2021: Boormachine Victoria bereikt het station vanuit Oeniversitet Droezjby Narodov.
- 11 mei 2022: Stemming over de stationsnaam op het inspraakportaal actieve burger. Het grootste aantal stemmen is voor Tjoelenevskaja.
- 10 augustus 2022: Burgemeester Sobjanin stelt, op basis van de stemming, de naam vast op Generala Tjoeleneva.
- 7 september 2024: Opening van het station.